# Rachmat Sukra
Rachmat Sukra Sofiadi-Rašo (bulharsky Рахмат Сукра Софияди-Рашо), (15. listopadu 1965 v Sofii, Bulharsko) je bývalý bulharský zápasník – volnostylař, indonéského původu, olympijský medailista z roku 1988.

## Sportovní kariéra
Narodil se do indonésko-bulharské rodiny. Jeho otec, původem z Jakarty působil v šedesátých letech na indonéském velvyslanectví v Sofii. Po rozvodu rodičů vyrůstal v Ruse, kde začal s volný stylem v 10 letech pod vedením Georgi Ačeva. V 18 letech narukoval na vojnu do Sofie, kde se připravoval celá osmdesátá léta pod vedením Jančo Patrikova. V bulharské seniorské reprezentaci se poprvé objevil v roce 1986. V roce 1988 startoval na olympijských hrách v Soulu. Po porážce v pátém kole s Adlanem Varajevem skončil v základní skupině na druhém místě, ze kterého postoupil do boje o třetí místo. V zápase nedal Mongolu Enchbajarovi prostor a získal bronzovou olympijskou medaili. V dalších letech měl problémy s váhou, ve střední váze však nedosahoval velkých výsledků. V roce 1990 se mu podařilo shodit do velterové váhy a získal nečekaný titul mistra světa. V roce 1992 startoval na olympijských hrách v Barceloně ve střední váze. V základní skupině prohrál o bod s Jozefem Lohyňou a Němcem Hansem Gstöttnerem a skončil v poli poražených. Sportovní kariéru ukončil v roce 1994. Věnuje se podnikatelské činnosti.

## Výsledky
| Turnaj             | 1987                     | 1988                     | 1989                     | 1990                     | 1991                     | 1992                     |
| Turnaj             | 22                       | 23                       | 24                       | 25                       | 26                       | 27                       |
| Turnaj             | velterová / střední váha | velterová / střední váha | velterová / střední váha | velterová / střední váha | velterová / střední váha | velterová / střední váha |
| ------------------ | ------------------------ | ------------------------ | ------------------------ | ------------------------ | ------------------------ | ------------------------ |
| Olympijské hry     |                          | 3.                       |                          |                          |                          | 11.                      |
| Mistrovství světa  | 11.                      |                          | —                        | 1.                       | 9.                       |                          |
| Mistrovství Evropy | —                        | 3.                       | 8.                       | —                        | 4.                       | 6.                       |